# Dark Enlightenment
Dark Enlightenment (česky Temné osvícenství) nebo také novoreakční hnutí, někdy zkráceně NRx, je protidemokratická, protirovnostářská, reakční filozofie založená americkým softwarovým inženýrem a bloggerem Curtisem Yarvinem (který vystupuje pod pseudonymem „Mencius Moldbug“) a dále rozvíjená anglickým filozofem Nickem Landem. Filozofie obecně odmítá představu, že historie ukazuje nevyhnutelný pokrok směrem k větší svobodě a osvícení, který vrcholí v liberální demokracii a konstituční monarchii. Budoucnost vidí v návratu k tradičním společenským konstruktům a formám vlády, včetně absolutní monarchie a dalších archaických forem vedení, jako je například kameralismus.

## Historie
V letech 2007 a 2008 Curtis Yarvin pod pseudonymem Mencius Moldbug formuloval základy pozdějšího myšlení temného osvícení. Yarvinovy teorie byly rozpracovány a rozšířeny Nickem Landem, který ve své stejnojmenné eseji poprvé použil výraz Dark Enlightenment. Termín se v pejorativním smyslu odkazuje na osvícení.
V červenci 2010 vytvořil Arnold Kling působící na Cato Institute, termín neo-reactionaries (novoreakcionáři), který využil k popisu Yarvina a jeho následovníků.

## Vztah k alternativní pravici
Temné osvícenství je někdy považováno za součást alternativní pravice a má představovat teoretickou odnož tohoto hnutí. Temné osvícenství byvá také někdy označováno za neofašistické hnutí a například profesor Benjamin Noys z univerzity v Chichesteru o něm mluví jako o „zrychlení kapitalismu směrem k fašistickému cíli“. Land zpochybňuje podobnost mezi svými myšlenkami a fašismem a tvrdí, že „fašismus je masové antikapitalistické hnutí“ zatímco on se domnívá, že by se „[kapitalistická] podniková moc měla stát hlavní vůdčí silou ve společnosti“.
James Kirchick pak uvádí, že „i když novoreakční myslitelé pohrdají masami a tvrdí, že pohrdají populismem a lidmi obecně, se zbytkem alt-right je spojuje jejich nesmlouvavě rasistický prvek, jejich sdílená misantropie a jejich odpor ke špatnému řízení společnosti vládnoucími elitami.“
Andrew Jones v článku z roku 2019 tvrdí, že temné osvícení je „klíčem k pochopení politické ideologie alternativní pravice“. „Použití teorie afektu, postmoderní kritiky moderny a zaměření na kritiku možností pravdivosti,“ poznamenává Jones, „jsou zásadní pro novoreakční hnutí (NRx) a to, co je odděluje od ostatních krajně pravicových teorií“.  Jones navíc tvrdí, že od souvisejících krajně pravicových ideologií pracujících tradičně spíše s empirickým přístupem temné osvícenství odlišuje také jeho zaměření na estetiku, historii a filozofii.
Historik Joe Mulhall, který píše pro The Guardian, popsal Nicka Landa jako „propagátora velmi krajně pravicových myšlenek“. Navzdory omezenému online publiku hnutí se Mulhall domnívá, že tato ideologie do alternativní pravice přivedla mnoho lidí a současně sloužila k ideologické konstituci tohoto politického směru.